# Clínica Santa Isabel
La Clínica Santa Isabel es una institución prestadora de servicios de salud (IPS) ubicado en la ciudad de Florencia, capital del departamento colombiano de Caquetá. Se encuentra adscrito a SaludCoop EPS y presta servicios de alta complejidad en los niveles I al III, así como algunos del IV.

## Reseña histórica
La clínica fue fundada en 1965 e inició con la prestación de servicios de consulta externa y pequeños procedimientos. A principios de la década de los años 80 comenzó la implementación de servicios de urgencias, hospitalización, laboratorio clínico, radiología, atención de partos y cirugía. En 1997 obtuvo la clasificación de IPS de segundo nivel. 
Iniciando la década del 2000, construyó nuevas instalaciones ubicadas en el barrio La Estrella al sur de Florencia en un área de 2500 m², las cuales inauguró en 2004.

## Servicios
La Clínica Santa Isabel cuenta con sala de cirugía totalmente dotada, sala de partos, servicio de urgencias y de hospitalización, rayos X, laboratorio clínico sistematizado, unidad de cuidados intensivos, salas de espera y cafetería.